# Friedrich Drake
Pour les articles homonymes, voir Drake.
Johann Friedrich Drake, né le 23 juin 1805 à Pyrmont et mort le 6 avril 1882 à Berlin, est un sculpteur allemand de l'école de Berlin. 
Élève de Rauch, il est surtout connu pour sa Victoire au-dessus de la colonne de la Victoire de Berlin.

## Biographie

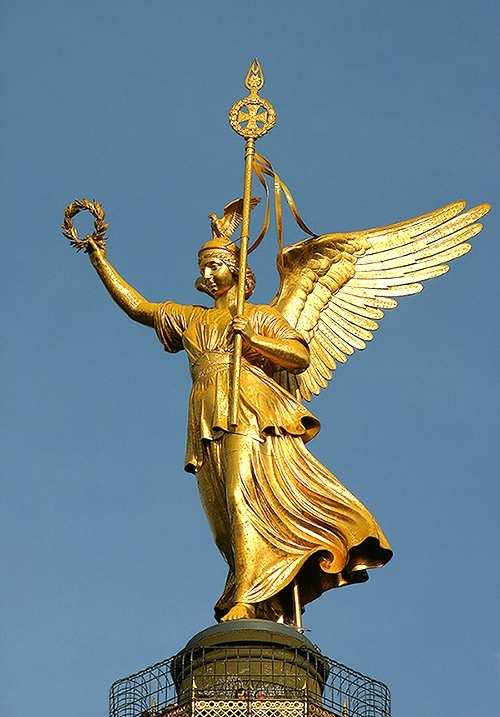
La Victoire au-dessus de la colonne de la Victoire de Berlin.

## Distinction
- Chevalier de l'ordre de Léopold (3 novembre 1872)[1]

## Réalisations
- 1834 : Buste de Christian Daniel Rauch (professeur de Drake) pour l'Albertinum à Dresde
- 1835-1836 : Monument à Justus Möser à Osnabrück, grande place de la Cathédrale (de)